# Дачуань
Дачуа́нь (кит. упр. 达川, пиньинь Dáchuān) — район городского подчинения городского округа Дачжоу провинции Сычуань (КНР).

## История
При империи Восточная Хань из уезда Танцюй (宕渠县) был выделен уезд Сюаньхань (宣汉县). При империи Западная Вэй он был переименован в Шичэн (石城县), при империи Суй — в Тунчуань (通川县), при империи Мин земли уезда вошли в состав безуездной области Дачжоу (达州). При империи Цин в 1802 году область была поднята в статусе до управы и переименована в Суйдин (绥定府), а в её составе был образован уезд Дасянь (达县).
В 1950 году в составе провинции Сычуань был образован Специальный район Дасянь (达县专区), которому был подчинён уезд. В 1970 году Специальный район Дасянь был переименован в Округ Дасянь (达县地区). В 1976 году из уезда Дасянь был выделен город Дасянь, перешедший в непосредственное подчинение округу. В 1993 году постановлением Госсовета КНР округ Дасянь был переименован в округ Дачуань (达川地区), а город Дасянь — в город Дачуань.
В 1999 году постановлением Госсовета КНР округ Дачуань был трансформирован в городской округ Дачжоу, а бывший город Дачуань стал районом Тунчуань в его составе. В 2013 году уезд Дасянь был преобразован в район Дачуань городского округа Дачжоу.

## Административное деление
Район Дачуань делится на 2 уличных комитета, 24 посёлков и 30 волостей.

## Экономика
В округе расположен ракетный завод 7-го НПО компании China Aerospace Science and Technology Corporation.